# منفرج
المُنفَرَج في جسم الإنسان هو الجزء أسفل الحوض (منطقة من الجسم حيث تلتقي الساقين بالجذع) وغالباً ما يشمل المغبنين والعضو التناسلي.